# Antifascismo na Rússia
O movimento antifascista na Rússia cresceu no pós guerra fria com o crescimento das torcidas organizadas do país e por conta da guerra de Donbass. A industrialização no século XX da região foi essencial para que os soviéticos vencessem a Segunda Guerra Mundial. O movimento antifa no país foi essencial para que o nazismo caísse. O movimento antifa russo também é perseguido por Putin no início de seu governo. O antifascismo russo ajudou a fortalecer o antifascismo ianque. Setores antifas russos foram proscritos no governo Putin.